# Ambrogio Valsecchi
Ambrogio Valsecchi (Lecco, 16 dicembre 1930 – Milano, 6 marzo 1983) è stato un presbitero e teologo italiano.
È considerato uno dei migliori teologi moralisti cattolico-romani del XX secolo, figura significativa della teologia cattolica più progressista, nonché del movimento dei preti operai.

## Biografia
Dopo l'ordinazione presbiterale avvenuta nel 1953, si licenziò in Teologia morale presso la Pontificia Università Gregoriana nel 1956 sulla Legge Nuova secondo Tommaso d'Aquino.
Per le sue doti umane ed intellettuali venne scelto dal cardinal Giovanni Colombo per l'insegnamento della teologia, e proprio lo stesso arcivescovo di Milano gli affidò la prestigiosa cattedra di teologia morale presso il seminario arcivescovile di Venegono Inferiore, dove tra il 1957 e il 1967 Valsecchi curò con passione la formazione dei futuri preti in difficili anni di fermento sociale e forte spinta al cambiamento.
Negli anni di insegnamento a Venegono, un suo intervento diretto e personale garantì al futuro arcivescovo di Milano Angelo Scola la possibilità di non essere espulso da ogni seminario ma soltanto trasferito a quello di Teramo, dove grazie anche alla segnalazione di don Valsecchi il giovane seminarista venne accolto e seguito direttamente dal vescovo locale Stanislao Amilcare Battistelli. Nel suo discorso di insediamento a Milano il cardinal Scola ha ricordato la figura di don Valsecchi: 
Sempre chiamato dal cardinal Colombo lo affiancò, come segretario personale, al Concilio Vaticano II, condividendo e contribuendo all'evoluzione e diffusione delle tesi progressiste discusse dall'ala maggiormente riformatrice della chiesa e poi coagulate in quella dottrina teologica successivamente definita Teologia della Liberazione.
Nel 1967, continuando a diffondere con convinzione tesi teologiche poi catalogate come rivoluzionarie, venne allontanato dalla cattedra di teologia morale di Venegono e inviato a Roma presso la Pontificia Università Lateranense per un periodo di riflessione.
Al termine di tale periodo, nel 1969 venne richiamato dal cardinal Giovanni Colombo per dirigere come rettore il prestigioso Collegio Universitario Borromeo di Pavia, ma questo incarico durò solo un anno per la sua volontà di non abiurare le posizioni teologiche in contrasto con la linea di pensiero dell'episcopato italiano, che lo costrinse ad una progressiva emarginazione spirituale e sociale.
Per questa ragione, nel 1971, con una forte volontà di svincolarsi dalle costrizioni della gerarchia ecclesiastica Valsecchi decise di sperimentare la vita di fabbrica, andando a lavorare a Torino come prete operaio:
(dal diario privato di don Valsecchi, inedito)
Dopo due anni circa, Valsecchi rinunciò suo malgrado a questa esperienza per una grave malattia cardiaca, ma, dopo il suo rientro a Milano, venne pubblicata una notifica dell'episcopato lombardo in cui, commentando il suo testo Nuove vie dell'etica sessuale, pubblicato proprio nel 1972, la sua posizione teologica era definita "estremamente pericolosa" perché storicizzava e relativizzava le norme morali riguardanti la sfera sessuale.
Nel 1973, non accettando la posizione dei vescovi lombardi, né il contenuto sostanziale né le basi filosofiche su cui era fondata la loro critica, Valsecchi replicò pubblicamente nella premessa al suo libro Giudicare da sé, sostenendo in linea generale di concordare con il magistero cattolico sul valore normativo della Sacra Scrittura e della legge morale naturale, ma ribadendo con grande forza che il problema era proprio quello di comprendere quanto ci sia di immutabile e quanto invece sia relativizzato al dato storico culturale; secondo il teologo, la chiave di tutto stava nel comprendere appieno quali fossero gli strumenti concettuali per attuare questo discernimento.
Dopo questa presa di posizione teologica, Valsecchi decise di chiedere al cardinal Colombo la dispensa dal celibato ecclesiastico, dispensa che gli venne accordata.  Ritornato alla vita laicale, si sposò religiosamente nel 1975, e avviò un'attività professionale come psicologo analista, collaborando anche con il Centro di Educazione Matrimoniale e Prematrimoniale (CEMP) del Comune di Milano.
Morì a Milano per una complicazione cardiaca il 6 marzo 1983 all'età di 52 anni.

## Opere principali
- Enciclopedia dell'adolescenza, Queriniana, Brescia 1965;
- Regolazione delle nascite. Un decennio di riflessioni teologiche, Queriniana, Brescia 1967;
- Il matrimonio. Suggerimenti di morale cristiana, Ave, Roma 1970;
- Nuove vie dell'etica sessuale. Discorso ai cristiani, Queriniana, Brescia 1972;
- Dizionario enciclopedico di teologia morale, con Leandro Rossi, Paoline, 1973;
- Giudicare da sé. Problemi e proposte morali, Gribaudi, Torino 1973;
- 'Cosa leggere di sessuologia, Bibliografica, con Tina Faglia, Milano 1978.

## Premi e riconoscimenti
- San Nicolò d'oro : Benemerenza civica della città di Lecco attribuita "alla memoria" 2013.[1]